# Talbot Hobbs
Pour les articles homonymes, voir Hobbs.
Joseph John Talbot Hobbs (24 août 1864 - 21 avril 1938) est un architecte australien et général de la Première Guerre mondiale.

## Biographie
Hobbs est né à Londres, fils de Joseph et son épouse Frances Ann Hobbs (née Wilson). Il fait ses études à St Mary's church school, Merton, Surrey, Hobbs rejoint à l'artillerie volontaire en 1883. Il travaille également en tant que dessinateur pour le constructeur John Hurst. En 1886, il émigre avec Hurst en Australie occidentale et s'installe à Perth en 1887 en tant qu'architecte.
Hobbs conçoit de nombreux bâtiments publics fameux à Perth et à Fremantle, notamment le Weld Club (en), le Savoy Hotel (en) et le Perth Masonic Lodge. Hobbs est trésorier de l'Institut des architectes d'Australie occidentale en 1896, et plus tard il est président de l'institut de 1909 à 1911. En 1905, il est l'associé principal du cabinet d'architectes, Hobbs, Smith et Forbes.
Hobbs conçoit également un certain nombre de résidences privées. La première d'entre elles serait la maison Samson à Fremantle, un exemple de style colonial de la fin du XIXe siècle, qui est construit en deux étapes entre 1888 et 1890. La maison est enregistrée auprès du National Trust, et est inscrite au registre du patrimoine national (en). 

## Carrière militaire
En 1887, Hobbs se joint à l'artillerie volontaire à Perth en tant que canonnier, prend du service en 1889 et passe au commandement de la 1re batterie de campagne (Western Australian) en 1903. En 1906, il est lieutenant-colonel d'une brigade mixte d'Australie-Occidentale. et en 1913, un colonel commandant la 22e brigade d'infanterie. À quatre reprises, il part en Angleterre et suit des cours intensifs d'artillerie avec l'armée britannique. Il est ainsi parfaitement équipé lorsque la guerre éclate et, le 8 août 1914, est choisi par le major-général William Bridges pour commander la 1st Australian Divisional Artillery.
Après s'être entraîné en Égypte, il est au débarquement de Gallipoli le 25 avril 1915 et se rend bientôt à terre pour chercher des positions pour ses armes. Hobbs s'oppose à Bridges au sujet du placement des canons. Hobbs commande l'artillerie jusqu'au 9 novembre 1915, date à laquelle il est frappé de dysenterie et renvoyé au Caire malgré ses protestations. 
Hobbs est ensuite promu brigadier général et fait compagnon de l'Ordre du bain. En mars 1916, il se rend en France avec la 1re Division australienne et il commande l'artillerie australienne lors de la capture de Pozières. En décembre 1916, il prend le commandement de la 5e division australienne et devient major-général en janvier. Cette division est au cœur des combats au printemps de 1917 et, en septembre, elle se distingue à Polygon Wood. Les hommes travaillent bien ensemble et remportent une grande victoire. Hobbs est nommé à la fois Chevalier Commandeur de l'Ordre du bain et Chevalier Commandeur de l'Ordre de Saint-Michel et St George le 1er janvier 1918. À la fin du mois d'avril, sa division combat à la seconde bataille de Villers-Bretonneux qui contribue probablement à l'abandon des opérations allemandes vers Amiens.
Vers la fin du mois de mai, le lieutenant-général Sir John Monash est nommé commandant du corps australien et Hobbs devient le commandant divisionnaire principal du corps. Sa division est mis au repos mais prend part à la grande contre-attaque qui débute le 8 août, il ne prend pas de rôle principal dans la capture du Mont St Quentin, mais Monash, dans ses victoires australiennes en France déclara qu'il est « préoccupé... que les bonnes performances de la Cinquième Division ne soient pas sous-estimées » Les circonstances dans lesquelles le général Hobbs est appelé à intervenir dans la bataille, à très court terme, lui imposent, personnellement, des difficultés. Il réussit la traversée de la Somme face à une forte opposition, et quand Hobbs envoie un message aux hommes de sa division usée par la guerre au début de sa période de repos, le 8 septembre, il peut dire qu'ils ont « gagné la renommée impérissable pour leur valeur et leur bravoure ». Hobbs est en train de planifier soigneusement l'attaque de la ligne Hindenburg, qui est enfoncée avec succès par les 3e et 5e divisions les 30 septembre et 1er octobre. Monash est chargé du rapatriement et de la démobilisation des troupes australiennes, et Hobbs lui succède au commandement du corps australien jusqu'en mai 1919.

## Après-guerre
Après l'armistice , Hobbs décide de retourner à son ancienne profession : architecture. Avec un vif intérêt pour la construction de monuments commémoratifs de guerre, Hobbs est responsable de la conception du Western Australian War Memorial de Kings Park, à Perth, du St George's College, à Crawley et des bâtiments Temperance and General and Royal Insurance.
Hobbs est mort en mer d'une crise cardiaque en route vers l'inauguration du Mémorial national australien de Villers-Bretonneux, construit selon la conception de l'architecte anglais Sir Edwin Lutyens.